# 鄭舜臣
鄭舜臣（1523年—1600年），字希仁，號龍坡，浙江紹興府山陰縣民籍上虞縣人，明朝政治人物。

## 生平
丙午科（1546年）浙江鄉試第十九名舉人。嘉靖三十五年（1556年）中式丙辰科會試第一百三十五名，三甲第一百六十五名進士。通政司观政，授直隶歙县知县，四十年升南京工部主事，四十三年謫河南鄧州同知，四十四年升福建汀州府通判，隆慶元年升直隶通州知州，升江西袁州府同知，官至广西柳州府知府。卒年七十八。

## 家族
曾祖鄭子昌；祖父鄭貴；父鄭遂，號桂莊，廣東遂溪典史。母嚴氏。弟舜民、舜治、舜卿、舜賓。